# ねぇ!キスしてよ
『ねぇ!キスしてよ』（Kiss Me, Stupid）は、1964年のアメリカ合衆国のコメディ映画。監督はビリー・ワイルダー、出演はディーン・マーティンやキム・ノヴァクなど。イタリアの戯曲を基に脚色した作品。
売れない作曲家が色男の歌手に売り込もうとする一方で、妻の貞操を心配する様子を嫉妬深い性格を含めて面白おかしく描いている。

## ストーリー
大の女好きで大酒飲みのポップ歌手ディノは、ラスベガスでの公演を終えた後、イタリア製のスポーツカーを運転してロサンゼルスへ向かう途中、高速道路の通行止めにより迂回を余儀無くされ、ネバダ州クライマックスの町を通り掛かる。そこで、ガソリンスタンドの経営者兼店員であるバーニー・ミルサップとピアノ教師であるオービル・J・スプーナーという極めて嫉妬深い男から成るアマチュア作曲チームに出会う。冴えない中年男のオービルは齢の離れた美しい妻ゼルダの浮気が心配で心配で、ゼルダと接点を持つ牛乳配達員や歯科医に対して異常な猜疑心を剥き出しにするような男である。ディノに自分たちの曲に興味を持ってもらおうと、バーニーは給油した後、ディノのスポーツカーをわざと故障させ、新しい部品が、在庫の状況によっては遥々ミラノから届くまでこの町に留まる必要があるとディノに伝える。
オービルは、バーニーのガソリンスタンドのすぐ隣にある自宅に泊まるようディノを誘うが、ディノは、起きた時に頭痛がしないようにするために毎晩セックスをする必要があると知り、心配になる。自分の結婚を守りつつディノを泊まらせるため、オービルはわざと妻に喧嘩を吹っ掛け、ゼルダが泣きながら出て行くように仕向ける。その後、彼とバーニーは、ディノを満足させるために、町外れの街道沿いにある”ベリー・ボタン”という酒場でウェイトレス兼売春婦をしている”ピストル”・ポリーを金で釣って呼び寄せ、オービルの妻のふりをさせる。
その夜、3人で夕食をとった後、オービルはピアノでディノに曲を弾き、ポリーはある曲をリクエストする。それは、オービルが妻に結婚を申し込んだ時に書いた曲なのである。そうすると、オービルは感極まり、ポリーも同様で、ポリーは、自分が経験していない家庭生活への憧れを抱く。ワインと自分の歌に酔ったことから、オービルはポリーを自分の妻だと考えるようになり、ディノを家から追い出してしまい、その後、ポリーと一夜を過ごす。
オービルの家を追い出されたディノは”ベリー・ボタン”に行って飲み直す。そこは、その前にゼルダが悲しみを紛らわすために行っていた所である。彼女は一旦は実家に行ったのだが、口うるさい母親が彼女がオービルと結婚したことを散々非難するので、嫌気が差してすぐに実家を後にしていたのだった。彼女が酔って騒ぎ始めると、店の女主人は彼女を、店の裏に停めてあるポリーのトレーラーで寝かしつける。その後、店で”ピストル”・ポリーの評判を聞いたディノは、「彼女と一戦交えたい」と言い出し、バーテンダーの案内でトレーラーに行き、そこにいたゼルダを見つけ、彼女がポリーであると勘違いする。ディノの長年のファンだった彼女はディノの魅力に屈して誘惑されるがままになるが、同時にオービルの歌がディノにぴったりだと説得することも忘れない。ゼルダは翌朝、トレーラーに戻って来たポリーに会い、オービルがゼルダに仕掛けた策略を見破る。ゼルダはディノが置いて行った500ドルもの大金をポリーに渡し、ポリーはそれを使って新しい人生を始めるためにクライマックスの町を去る。
数日後、オービルは、ゼルダが離婚するつもりで、バーニーを証人として味方につけていることを知り、大いに焦る。3人が集まる弁護士事務所の階下の電器店で大勢がテレビを見ている中、突然、オービルとバーニーは、ディノが番組で自分たちの歌を歌っているのに気付く。オービルはどうしてこんなことになったのか全く分からず、説明を求めるが、ゼルダは彼に「キスしてよ、おばかさん」と言うだけであった。

## キャスト
※括弧内は日本語吹替（テレビ版・放送日1976年4月9日 日本テレビ 他）
- ディノ：ディーン・マーティン（羽佐間道夫）
- "ピストル"・ポリー：キム・ノヴァク
- オービル・スプーナー：レイ・ウォルストン
- ゼルダ・スプーナー：フェリシア・ファー
- バーニー・ミルサップ：クリフ・オズモンド
- ビッグ・バーサ（”ベリー・ボタン”の女主人）：バーバラ・ペッパー
- ペティボーン夫人（ゼルダの実母）：ドロ・メランデ
- ペティボーン氏（ゼルダの実父）：ハワード・マクニア
- ジョニー（ピアノの生徒）：トム・ノーラン
- マリガン夫人：アリス・ピアース
- カルーサーズ牧師：ジョン・フィードラー
- マック：クリフ・ノートン
- シェルドレイク歯科医：メル・ブランク
- スミス（”ベリー・ボタン”の客）：ヘンリー・ギブソン

## スタッフ
- 監督・製作：ビリー・ワイルダー
- 脚本：ビリー・ワイルダー、I・A・L・ダイアモンド
- 撮影：ジョセフ・ラシェル
- 編集：ダニエル・マンデル
- 音楽：アンドレ・プレヴィン

## 制作
ワイルダーは当初、ジャック・レモンに主演をオファーしたがスケジュールの都合で辞退。その後ピーター・セラーズに決定したものの、クランクイン後に心臓発作を起こし、医者の命令で6か月の安静期間が必要になったため降板。最終的に主演はディーン・マーティンとなった。